# Strada M19
La strada M19 (in ucraino Автошлях M19?, Avtošljak M19) è una strada ucraina che attraversa da nord a sud la parte occidentale del paese unendo le regioni storiche della Volinia, della Galizia e della Bucovina. Oltre il confine bielorusso continua come M12, mentre oltre quello rumeno continua come DN2.
Il suo tracciato corrisponde nella sua interezza a quello della strada europea E85.